# Port lotniczy Magadan
Port lotniczy Magadan (IATA: GDX, ICAO: UHMM) – port lotniczy położony 50 km na północ od Magadanu, w miejscowości Sokoł, w obwodzie magadańskim, w Rosji.

## Linie lotnicze i połączenia
| Linia lotnicza                          | Kierunek                                                  |
| --------------------------------------- | --------------------------------------------------------- |
| Ałrosa                                  | Sezonowo: 1. Nowosybirsk                                  |
| Aurora                                  | 1. Chabarowsk                                             |
| Ikar                                    | 1. Chabarowsk                                             |
| IrAero                                  | 1. Irkuck 2. Keperveyem 3. Chabarowsk 4. Pewek 5. Ewiensk |
| Petropavlovsk-Kamchatsky Air Enterprise | 1. Pietropawłowsk Kamczacki                               |
| Rossiya Airlines                        | 1. Moskwa-Szeremietiewo                                   |
| S7 Airlines                             | 1. Irkuck 2. Nowosybirsk                                  |
| Siberian Light Aviation                 | 1. Omolon 2. Omsukczan 3. Siejmczan 4. Susuman            |
| Ural Airlines                           | 1. Jakuck 2. Jekaterynburg                                |
| Yakutia Airlines                        | 1. Anadyr 2. Władywostok 3. Jakuck                        |